# Законодательное собрание Ульяновской области
Законодательное собрание Ульяновской области — законодательный (представительный) однопалатный орган государственной власти Ульяновской области, является постоянно действующим высшим и единственным органом законодательной власти области. Состоит из 36 депутатов, избираемых населением на срок 5 лет.

## Фракции
| Фракция                                              | Руководитель   | Кол-во депутатов |
| ---------------------------------------------------- | -------------- | ---------------- |
| Единая Россия                                        | В. Н. Камеко   | 27               |
| КПРФ                                                 | В. И. Кузин    | 3                |
| ЛДПР                                                 | Д. Н. Грачёв   | 3                |
| ФРАКЦИЯ «СПРАВЕДЛИВАЯ РОССИЯ – ПАТРИОТЫ – ЗА ПРАВДУ» | А. Н. Седов    | 1                |
| ФРАКЦИЯ "Коммунисты России"                          | В. А. Водянов  | 1                |
| Вне фракций                                          | С. В. Моргачёв | 1                |

## История
Свою деятельность Законодательное Собрание Ульяновской области первого созыва начало после 17 декабря 1995 г., когда состоялись первые выборы областных парламентариев в полном соответствии с Конституцией России, принятой на всенародном референдуме в декабре 1993 года. Эту дату можно считать нового этапа в развитии демократии и парламентаризма, когда на практике на уровне области в полном объёме был осуществлен важнейший демократический принцип разделения властей. Депутаты на деле стали представителями и выразителями интересов и чаяний своих избирателей, на практике воплощая их в законы и иные нормативно-правовые акты области, которые регулируют все сферы жизни региона.
Главной задачей первого состава областного парламента стало создание необходимого правового поля для дальнейшего развития в регионе начал демократии и проведения всех необходимых экономических реформ. Депутатскому корпусу удалось справиться с этой задачей весьма успешно и достойно. Результатом стало принятие Законодательным Собранием первого созыва Устава Ульяновской области, целого пакета основополагающих Законов, необходимых для включения региона в политическую систему, созданную Конституцией РФ 1993 года. Среди них были "Устав Ульяновской области", такие важные Законы, как: "Об административно-территориальном устройстве Ульяновской области", "О выборах главы администрации Ульяновской области", "О выборах депутатов ЗСО", "О референдумах в Ульяновской области" и др. Некоторые из них продолжают действовать и поныне.
Параллельно с разработкой и принятием новых законопроектов вёлся контроль за расходованием бюджетных и внебюджетных средств. Именно тогда была создана Контрольно-счётная палата, которая, как показало время, полностью оправдала возлагаемые на неё ожидания. Появились формы взаимодействия с общественностью, политическими партиями, коллегами-парламентариями из других регионов России.
В декабре 1999 г. приступило к деятельности Законодательное Собрание второго созыва. Этот период был связан с именем Президента РФ В. В. Путина и осуществляемыми по его инициативе реформами, нацеленными на укрепление вертикали власти и подъём экономики страны. Новый курс руководства страны отразился и на региональном законотворчестве.
Самыми же значительными из вновь принятых стали законы о порядке управления и распоряжения госсобственностью области (первый в постперестроечную эпоху нормативно-правовой акт, регулирующий эти вопросы); о регулировании земельных отношений в Ульяновской области; о прогнозировании и программах социально-экономического развития нашего региона; о транспортном налоге; о программе кадрового обеспечения сельхозпроизводства в Ульяновской области на 2002-2005 гг.; о программе развития малого предпринимательства на 2002-2004 гг. Неоднократно дорабатывался и совершенствовался Законодательным Собранием второго созыва принятый в 1999 г. закон о едином налоге на вмененный доход, игравший в тот период важную роль в наполнении региональной казны, о порядке отзыва депутатов ЗСО, депутатов представительных органов местного самоуправления и выборных должностных лиц местного самоуправления, утвердили целый ряд различных социальных программ. Наибольшую социальную значимость имели: программа занятости и социальной защиты граждан от безработицы на 2001-2003 гг.; областная целевая программа "Молодёжь" (2001-2004 гг.); программа оздоровления населения области на 2001-2005 гг., программа социальной защиты военнослужащих и членов их семей на 2004-2006 гг.
Одной из главных целей Законодательного Собрания второго созыва было также совершенствование политического устройства области. В значительной мере оно инициировалось принятым в июне 2002 года Федеральным законом "Об основных гарантиях избирательных прав и права на участие в референдуме граждан Российской Федерации". Требовался серьёзный пересмотр соответствующих областных законов. В связи с этим в короткий срок удалось внести необходимые поправки в законы о выборах Главы администрации области, депутатов Законодательного Собрания. Результатом этого стало то, что Законодательное Собрание Ульяновской области одним из самых первых в стране перешло на комплектование депутатского корпуса по смешанной избирательной системе, благодаря чему половина мест в Законодательном Собрании третьего созыва была предоставлена депутатам, избираемым по партийным спискам. Были также разработаны и приняты принципиально важные и необходимые для повышения ответственности должностных лиц законы о порядке отзыва депутатов ЗСО, депутатов представительных органов местного самоуправления и выборных должностных лиц местного самоуправления.
Не осталось Законодательное Собрание в стороне и от решения территориально-административного устройства области: производилось образование, ликвидация и переименование административных единиц, благодаря чему, в частности, в 2003 г. на карте нашего региона появилось новое муниципальное образование - город Новоульяновск. Его выделение из Ульяновского района произошло в соответствии с волей населения.
Приступившее к работе в декабре 2003 г. Законодательное Собрание Ульяновской области третьего созыва также оказалось перед достаточно серьёзными задачами, поскольку и федеральное законодательство, и потребности области диктовали новые задачи. Предстояло продолжить совершенствование правовой базы области, особенно в части создания норм формирования и функционирования органов местного самоуправления, обновления налогового, промышленного, земельного, выборного законодательства, решить целый ряд других проблем.
Основная нагрузка в законотворческой деятельности, как это сложилось и в предыдущих созывах, легла на комитеты Законодательного Собрания. Особенно напряжённым минувший год был для комитета по бюджету, экономике, налогам и предпринимательству. Основным направлением деятельности комитета стала забота об исполнении и формировании областного бюджета. Депутаты комитета в течение года рассмотрели множество бюджетных заявок, изучали каждый из доходных и расходных разделов областного бюджета, вносили предложения как по оптимизации бюджета области на 2004 год, так и на 2005 год. Депутаты комитета особенно внимательно подошли к принятию программ приватизации и управления собственностью, для чего лично посетили большинство предприятий, включённых в программу приватизации, встречались с коллективами и руководством, обсуждали перспективы дальнейшей работы предприятий. В результате такого подхода многие предприятия были исключены из программы приватизации. В практике комитета утвердилось ежеквартальное рассмотрение отчета об исполнении областного бюджета за прошедший период.
Большой объем работы проделал в 2004 году комитет по социальной политике и делам молодёжи. По его предложению приняты и начали действовать такие значимые Законы Ульяновской области, как: "О квотировании рабочих мест для инвалидов в организациях Ульяновской области"; "Об утверждении областной целевой программы "Дети Ульяновской области на 2004-2006 годы"; "Об утверждении областной целевой программы содействия занятости населения Ульяновской области на 2004-2007 годы"; "Об утверждении областной целевой программы "Адресная лекарственная помощь льготным категориям граждан, проживающих на территории Ульяновской области (2004-2006 годы); "Об утверждении областной целевой программы "Национальное развитие и межнациональное сотрудничество на территории Ульяновской области (2005-2007 годы)"; "Об утверждении областной целевой программы "Молодежь" (2005-2010 годы) "О мерах государственной социальной поддержки отдельных категорий граждан в Ульяновской области"; "О государственной социальной помощи в Ульяновской области"; "О внесении изменений в Закон Ульяновской области "Об организации работы по опеке и попечительству в Ульяновской области" и др.
Ключевые вопросы экономики области стояли в центре внимания комитета по промышленной политике, строительству, транспорту, связи и ТЭК. Исходя из необходимости скорейшего оживления промышленного производства в регионе, комитет разработал законопроект "О промышленной политике в Ульяновской области" и он в 2004 г. был принят и вступил в действие. Но это только первый шаг в этом направлении. Сложившаяся ситуация в промышленном секторе экономики Ульяновской области требует необходимости в скорейшей реализации правовых норм, содержащихся в данном Законе. Для этого требуются дополнительные нормативно-правовые акты и законы, и в настоящее время идёт работа над проектами законов "О концепции развития промышленности Ульяновской области" и "О Программе развития промышленности Ульяновской области на 2005—2008 годы и на перспективу до 2012 года".
Среди приоритетов комитета находится анализ состояния и поиск вариантов выхода из той кризисной ситуации, которая сложилась в сфере жилищно-коммунального хозяйства. С активным участием членов комитета в 2004 году работала межведомственная комиссия, изучавшая обоснованность тарифов на услуги ЖКХ. Результаты экспертизы были использованы комитетом при рассмотрении представленной в августе 2004 г. администрацией области в Законодательное Собрание программы "Развитие жилищно-коммунального комплекса Ульяновской области на 2005-2010 годы". Комитет пришёл к выводу о том, что проект носил декларативный характер и не раскрывал конкретного механизма реформирования комплекса ЖКХ. Были подготовлены замечания и проект вышеназванной программы с предложением её доработки возвращён в администрацию.
Некоторые обращения избирателей вызывали и более резкую реакцию депутатского корпуса. Так, сельские жители просили проверить работу сельских администраций, порядок расходования бюджетных средств, обоснованности продажи сельхозтехники и автотранспорта за бесценок. Немедленно состоялись выезды депутатов в районы, где прошли встречи с населением, собрания в коллективах. По итогам направлены запросы в прокуратуру и налоговые органы. 
См. статью: Выборы в Законодательное собрание Ульяновской области (2018)

## Представитель в Совете Федерации
С 2000 года Законодательное собрание Ульяновской области представляли:
1. Валерий Сычёв: декабрь 2003 — май 2008 (продление полномочий) — август 2008 (†)
2. Сергей Бажанов: 2008 — август 2013
3. Сергей Рябухин: с 20 сентября 2013
4. Сергей Рябухин: с 20 сентября 2018
5. Сергей Рябухин: с 24 сентября 2023

## Комитеты и комиссии
- Комитет по жилищной политике и коммунальному хозяйству
- Комитет по промышленности, строительству, энергетике, транспорту и дорожному хозяйству
- Комитет по природопользованию и охране окружающей среды
- Комитет по аграрной и продовольственной политике
- Комитет по бюджету, экономической политике и развитию предпринимательства
- Комитет по социальной политике, государственному строительству, местному самоуправлению и развитию гражданского общества